# فهرست اندیس‌های استان خراسان جنوبی
این صفحه حاوی فهرست اندیس‌های استان آذربایجان غربی است. اندیس به معنی محدوده‌ای است که در آن آثار یک یا چند ماده معدنی، صرف نظر از اقتصادی بودن آن، مشاهده شده باشد و در صورت اقتصادی بودن، به آن معدن می‌گویند.

## فهرست
| نام اندیس       | مشخصات |
| --------------- | --- |
| بند خان         | یک اندیس فلزی است که در حوالی شهر خوسف استان خراسان قرار دارد و مادهٔ معدنی موجود در آن، مس است. سنگ میزبان این اندیس توف‌های آندزیتی است و دیرینگی آن به دوران ائوسن می‌رسد. در این اندیس، پاراژنزهای کریزوکول، کوارتز یافت می‌شوند.                                 |
| پیوند           | یک اندیس فلزی است که در حوالی شهر سربیشه استان خراسان قرار دارد و مادهٔ معدنی موجود در آن، مس است. سنگ میزبان این اندیس سنگهای بازیک و الترا بازیک است در این اندیس، پاراژنزهای آزوریت یافت می‌شوند.                                                                |
| تک پلنگی        | یک اندیس فلزی است که در حوالی شهر سربیشه استان خراسان قرار دارد و مادهٔ معدنی موجود در آن، مس است. سنگ میزبان این اندیس سنگهای بازیک و الترا بازیک است در این اندیس، پاراژنزهای آزوریت یافت می‌شوند.                                                                |
| درکوه           | یک اندیس فلزی است که در حوالی شهر خوسف استان خراسان قرار دارد و مادهٔ معدنی موجود در آن، مس است. سنگ میزبان این اندیس آندزیت است و دیرینگی آن به دوران ائو- الیگوسن می‌رسد. در این اندیس، پاراژنزهای کریزوکول یافت می‌شوند.                                          |
| رزق             | یک اندیس فلزی است که در حوالی شهر بیرجند استان خراسان قرار دارد و مادهٔ معدنی موجود در آن، مس است. سنگ میزبان این اندیس سنگهای بازیک و الترا بازیک است و دیرینگی آن به دوران نئوژن می‌رسد. در این اندیس، پاراژنزهای آزوریت یافت می‌شوند.                             |
| شرق حسین‌آباد ۱  | یک اندیس فلزی است که در حوالی شهر نهبندان استان خراسان قرار دارد و مادهٔ معدنی موجود در آن، مس است. سنگ میزبان این اندیس ماسه سنگ، مارن، کنگلومرا است و دیرینگی آن به دوران ائوسن می‌رسد. در این اندیس، پاراژنزهای کوارتز، هماتیت، گوتیت یافت می‌شوند.               |
| شرق حسین‌آباد ۲  | یک اندیس فلزی است که در حوالی شهر نهبندان استان خراسان قرار دارد و مادهٔ معدنی موجود در آن، مس است. سنگ میزبان این اندیس ماسه سنگ، مارن، کنگلومرا است و دیرینگی آن به دوران ائوسن می‌رسد. در این اندیس، پاراژنزهای هماتیت، لیمونیت یافت می‌شوند.                     |
| کلاته کل برات   | یک اندیس فلزی است که در حوالی شهر بیرجند استان خراسان قرار دارد و مادهٔ معدنی موجود در آن، مس است. سنگ میزبان این اندیس سنگهای بازیک و الترا بازیک است و دیرینگی آن به دوران کرتاسه فوقانی - ائومیانی می‌رسد. در این اندیس، پاراژنزهای کریزوکول، پیریت یافت می‌شوند. |
| گدار معدن‌ها     | یک اندیس فلزی است که در حوالی شهر خوسف استان خراسان قرار دارد و مادهٔ معدنی موجود در آن، مس است. سنگ میزبان این اندیس توف‌های آندزیتی است و دیرینگی آن به دوران ائوسن می‌رسد. در این اندیس، پاراژنزهای آزوریت یافت می‌شوند.                                           |
| گویبگان         | یک اندیس فلزی است که در حوالی شهر بیرجند استان خراسان قرار دارد و مادهٔ معدنی موجود در آن، مس است. سنگ میزبان این اندیس سنگهای بازیک و الترا بازیک است و دیرینگی آن به دوران ائوسن می‌رسد. در این اندیس، پاراژنزهای پیریت یافت می‌شوند.                              |
| لک معدن کوه شاه | یک اندیس فلزی است که در حوالی شهر بصیران استان خراسان قرار دارد و مادهٔ معدنی موجود در آن، مس است. سنگ میزبان این اندیس داسیت است و دیرینگی آن به دوران ژوراسیک می‌رسد. در این اندیس، پاراژنزهای پیریت یافت می‌شوند.                                                 |
| مرنوند          | یک اندیس فلزی است که در حوالی شهر بیرجند استان خراسان قرار دارد و مادهٔ معدنی موجود در آن، مس است. سنگ میزبان این اندیس سنگهای الترا بازیک، آمیزه رنگین است در این اندیس، پاراژنزهای پیریت یافت می‌شوند.                                                            |
| مرونک ۱         | یک اندیس فلزی است که در حوالی شهر بیرجند استان خراسان قرار دارد و مادهٔ معدنی موجود در آن، مس است. سنگ میزبان این اندیس سنگهای بازیک و الترا بازیک است در این اندیس، پاراژنزهای مالاکیت، بورنیت، کالکوسیت یافت می‌شوند.                                             |
| مرونک ۲         | یک اندیس فلزی است که در حوالی شهر بیرجند استان خراسان قرار دارد و مادهٔ معدنی موجود در آن، مس است. سنگ میزبان این اندیس سنگهای بازیک و الترا بازیک است در این اندیس، پاراژنزهای مالاکیت، بورنیت، کالکوسیت یافت می‌شوند.                                             |
| سیاه‌کوه         | یک اندیس فلزی است که در حوالی شهر خوسف استان خراسان قرار دارد و مادهٔ معدنی موجود در آن، مس است. سنگ میزبان این اندیس آندزیت است و دیرینگی آن به دوران ائوسن می‌رسد. در این اندیس، پاراژنزهای کریزوکول، آزوریت، کوارتز یافت می‌شوند.                                 |